# Theretra alticola
Theretra alticola är en fjärilsart som beskrevs av Clayton Dissinger Mell 1939. Theretra alticola ingår i släktet Theretra och familjen svärmare. Inga underarter finns listade i Catalogue of Life.